# Melissa (альбом Mercyful Fate)
Melissa — дебютный альбом датской хэви-метал-группы Mercyful Fate, вышедший в 1983 году на лейбле Roadrunner Records. В 1997 году Roadrunner Records выпустил ремастированное издание альбома и в 2005 переиздал альбом с несколькими бонус-треками и бонусным DVD.

## Запись
После успеха дебютного мини-альбома группа отправилась в турне, в ходе которого в марте 1983 года записала три песни — «Evil», «Satans Fall» и «Curse Of The Pharaohs» — для радиостанции BBC Radio 1, вышедшие в эфир в передаче Friday Rock Show в апреле. Позднее эти песни вошли в альбом Melissa, а запись выступления была включена в бонус-треки к изданию 2005 года. Это выступление привлекло внимание лейбла Roadrunner Records, заинтересованного тогда в подписании длительных контрактов, и они заключили контракт с Mercyful Fate на 5 полноформатных альбомов.
Альбом был записан в студии Easy Sounds Studios с 18 по 30 июля 1983 года.

## Тексты
Тексты альбома посвящена оккультной тематике. В Melissa мрачные идеи группы Black Sabbath были доведены до крайности.
В 1985 году, выступая за необходимость введения маркировки «Родительский контроль» на аудиозаписях, организация Parents Music Resource Center, руководимая Типпер Гор, женой известного американского политика, будущего кандидата в президенты США Альберта Гора, включила композицию «Into the Coven» в список пятнадцати наиболее предосудительных песен из-за её оккультного содержания.

## Звук
Звучание альбома, хотя и находилось под влиянием британских хэви-метал групп, таких как Judas Priest и Iron Maiden с их дуэтами гитар, но уже отличалось своеобразием. Оригинальные вокальные партии Кинга Даймонда, обладающего широким вокальным диапазоном и частично использовавшего фальцет, сочетались с неоклассическими элементами гитарных партий дуэта Ханка Шерманна и Михаэля Деннера. Некоторые композиции альбома содержат длинные инструментальные части.
Во время записи лейбл попросил сделать кавер-версию какой-нибудь песни, и группа записала «Immigrant Song» группы Led Zeppelin, однако посчитала, что она не очень хорошо вписывается в тексты и атмосферу альбома. По словам Шерманна, исполнение Даймонда было весьма неожиданным, поскольку его вокал звучал очень близко к оригинальному вокалу Роберта Планта.

## Список композиций
Все песни написаны Кингом Даймондом и Ханком Шерманном.
| №  | Название                         | Длительность |
| -- | -------------------------------- | ------------ |
| 1. | «Evil»                           | 4:45         |
| 2. | «Curse of the Pharaohs»          | 3:57         |
| 3. | «Into the Coven»                 | 5:11         |
| 4. | «At the Sound of the Demon Bell» | 5:23         |
| 5. | «Black Funeral»                  | 2:50         |
| 6. | «Satan's Fall»                   | 11:23        |
| 7. | «Melissa»                        | 6:40         |

| №   | Название                                        | Длительность |
| --- | ----------------------------------------------- | ------------ |
| 8.  | «Black Masses» (Би-сайд сингла «Black Funeral») | 4:31         |
| 9.  | «Curse of the Pharoahs» (BBC Radio 1 Session)   | 3:52         |
| 10. | «Evil» (BBC Radio 1 Session)                    | 4:02         |
| 11. | «Satan's Fall» (BBC Radio 1 Session)            | 10:29        |
| 12. | «Curse of the Pharaohs» (demo)                  | 4:26         |
| 13. | «Black Funeral» (demo)                          | 2:54         |

## Критика и значение
Альбом считается одним из самых значительных альбомов первой волны блэк-метала.
Согласно сайту Metal-Rules.com, Melissa занимает 2-е место в списке величайших экстрим-метал альбомов, уступая лишь второму альбому группы, Don't Break the Oath, и 59-е место в списке величайших хэви-метал альбомов.

## Кавер-версии
- Песню «Black Funeral» исполняла норвежская блэк-метал-группа Ancient в альбоме 1997 года Mad Grandiose Bloodfiends.[10]
- «Satan’s Fall» исполняла американская дэт-метал-группа Immolation на сборнике 1997 года A Tribute to Mercyful Fate.
- Альбом Garage Inc. 1998 года группы Metallica, состоящий из кавер-версий песен различных групп, содержит композицию «Mercyful Fate», попурри из 5 песен Mercyful Fate, 4 из которых из альбома Melissa: «Satan’s Fall», «Curse of the Pharaohs», «Into the Coven» и «Evil».
- Песню «Melissa» исполнял Дан Сванё на сборнике 2000 года Curse of the Demon: A Tribute to Mercyful Fate.[11]
- Песню «Black Funeral» на своих концертах исполняла группа Therion. В исполнении разных вокалистов присутствует на первом видеодиске Adulruna Rediviva and Beyond и втором видеодиске Celebrators of Becoming.

## Участники записи
- Кинг Даймонд — вокал
- Ханк Шерманн — гитара.
- Михаэль Деннер — гитара
- Тими Хансен — Бас-гитара
- Ким Разз — ударные

## Тур в поддержку альбома
С октября 1983 года Mercyful Fate выступала в поддержку альбома на разогреве у таких групп, как Uriah Heep, Girlschool и Gillan.